# 津田慎悟
津田 愼悟（つだ しんご、1951年4月8日 - ）は日本の実業家、外交官。丸紅情報システムズ社長を経て、カタール駐箚特命全権大使。 

## 経歴・人物
福岡県出身。福岡県立修猷館高等学校を経て、1975年東京工業大学工学部建築学科を卒業。大学院修士課程を希望していたが、親から就職するように言われ、同年丸紅株式会社入社。4年間の鉄構建材課勤務を経て、ダマスカスで海外研修を受ける。1983年プラント部門に異動し1987年から「カタールガス」を担当。
2004年丸紅アセットマネジメント部長、2005年丸紅資源・エネルギープラント第一部長、2006年プラント・インフラ・船舶部門長補佐兼任、2007年プラント・インフラ・船舶部門長代行、2008年4月丸紅執行役員プラント・船舶・産業機械部門長。
2011年丸紅常務執行役員・欧州支配人兼丸紅欧州社長兼中東・北アフリカ支配人。2013年丸紅情報システムズ顧問を経て、同年6月から同社社長。
2013年9月11日から駐カタール特命全権大使。民間から同様に北原隆（三井物産）がセネガル兼ガンビア兼ギニアビサウ大使に、西岡周一郎（三菱商事）がマラウイ大使に起用された。退任後、丸紅理事。